# Stadio Comunale (Chiasso)
Das Stadio Comunale (Voller Name: Stadio Comunale Riva IV) befindet sich in der Gemeinde Chiasso und ist Heimstätte des Fussballclubs FC Chiasso. Das Fussballstadion wurde 1969 gebaut und ist im Besitz der Gemeinde Chiasso.

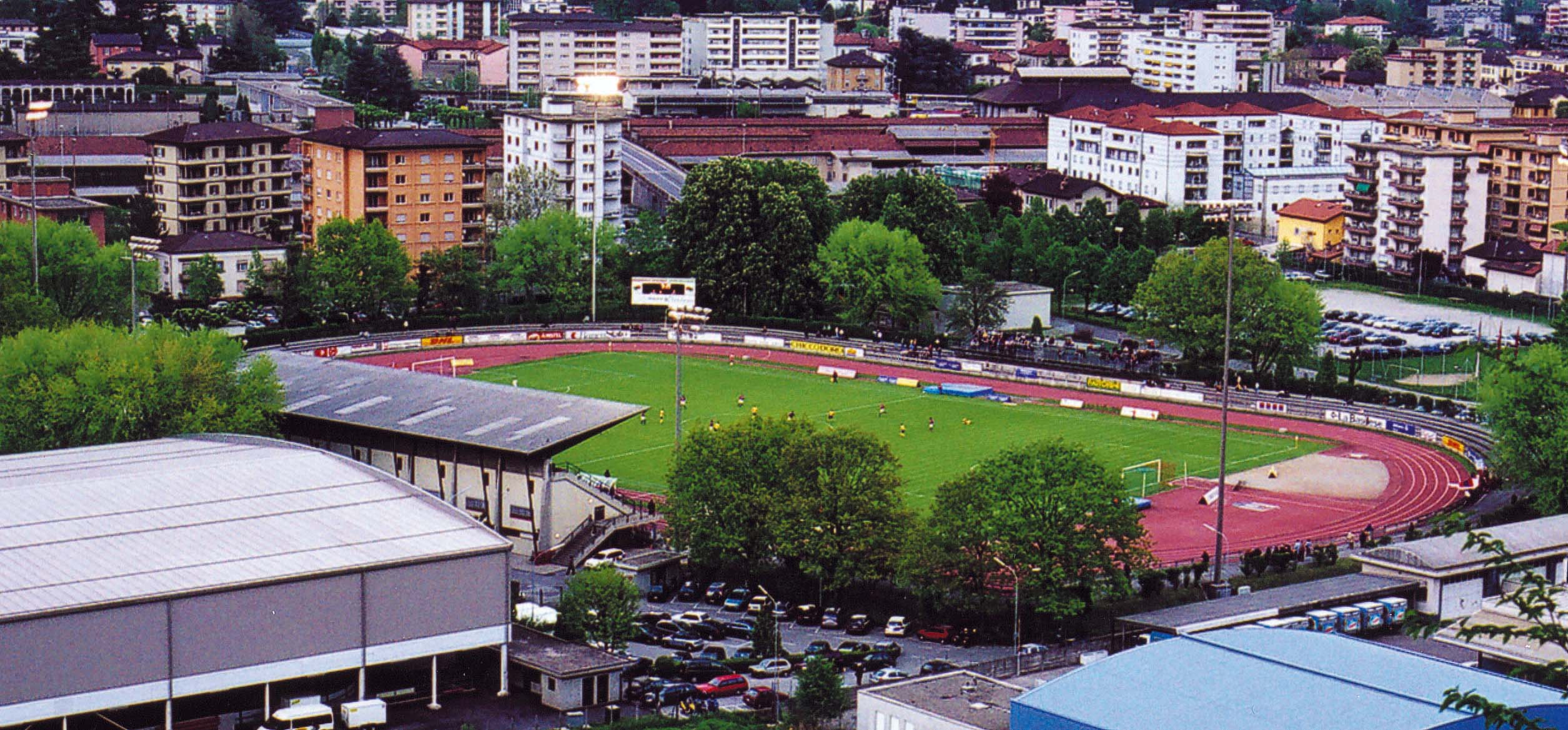
Stadio Comunale in Chiasso

Die Kapazität beträgt insgesamt 11'168 Plätze. Davon sind 1'168 Sitzplätze auf der gedeckten Haupttribüne und 10'000 Stehplätze auf Betonstufen ringsum des Platzes. Die Spielfläche besteht aus Naturrasen und wird von einer 6-spurigen Leichtathletikanlage umschlossen. Auf der 100-m-Bahn bzw. 110-m-Hürden-Strecke stehen acht Bahnen zur Verfügung. Neben dem Hauptplatz existieren noch ein Nebenplatz mit den Abmessungen 100 × 62 m, einem Sandplatz mit 67 × 59 m und ein kleiner Rasenplatz mit 60 × 30 m.